# Dosinia troscheli
Dosinia troscheli is een tweekleppigensoort uit de familie van de Veneridae. De wetenschappelijke naam van de soort is voor het eerst geldig gepubliceerd in 1873 door Lischke.